# Aleksandr Folíforov
Aleksandr Folíforov (Kovrov, 8 de marzo de 1992) es un ciclista ruso.

## Palmarés
2013
- 1 etapa del Gran Premio de Adigueya

2014
- 1 etapa del Gran Premio de Adigueya
- 2 etapas de la Ronde d'Isard

2015
- Gran Premio de Sochi, más 1 etapa

2016
- 1 etapa del Giro de Italia[1]

## Resultados en Grandes Vueltas
| Carrera | Carrera         | 2012 | 2013 | 2014 | 2015 | 2016 | 2017 | 2018 |
| ------- | --------------- | ---- | ---- | ---- | ---- | ---- | ---- | ---- |
|         | Giro de Italia  | —    | —    | —    | —    | 45.º | 40.º | —    |
|         | Tour de Francia | —    | —    | —    | —    | —    | —    | —    |
|         | Vuelta a España | —    | —    | —    | —    | —    | —    | —    |

—: no participa

Ab.: abandono